# Shawn Crawford
Shawn Crawford (Van Wyck (South Carolina), 14 januari 1978) is een voormalige Amerikaanse sprinter, die gespecialiseerd was in de 200 m. Hij werd wereldindoorkampioen en meervoudig Amerikaans kampioen in deze discipline. Ook nam hij tweemaal deel aan de Olympische Spelen en won hierbij in totaal drie medailles, waaronder eenmaal goud.

## Biografie

### Eerste grote titel
Zijn eerste 'grote' titel won Crawford in 2001: hij werd dat jaar wereldkampioen op de 200 m tijdens de wereldindoorkampioenschappen in Lissabon. Later dat jaar bij de wereldkampioenschappen outdoor won Crawford brons op de 200 m. Hij won dat jaar ook nog goud op de Goodwill Games. Daarop volgden twee matige jaren.
In januari 2003 was hij te zien op de Amerikaanse tv-zender FOX in een show getiteld "Man versus Beast", waarin hij het opnam tegen een zebra en een giraffe. De race tegen de zebra was heel nipt, maar uiteindelijk won de zebra.

### Olympisch kampioen
In 2004 liep Crawford op de Olympische Spelen van Athene een tijd van 9,89 s op de 100 m, waarmee hij als vierde eindigde met slechts 0,04 seconden achterstand op winnaar en trainingspartner Justin Gatlin. Deze race was ook de eerste in de geschiedenis, waarin vier lopers onder een tijd van 9,9 seconden bleven. Later werd hij olympisch kampioen op de 200 m, en won hij zilver als lid van het Amerikaanse 4 × 100 m estafette.

### Olympisch zilver geschonken aan Martina
Op de Olympische Spelen van 2008 in Peking werd Crawford in de finale van de 200 m in eerste instantie vierde. Later kreeg hij echter de zilveren medaille toebedeeld, nadat zowel Churandy Martina als Wallace Spearmon (respectievelijk tweede en derde) waren gediskwalificeerd. De overwinning ging naar de Jamaicaan Usain Bolt. Walter Dix won uiteindelijk brons.
Lang heeft Crawford de zilveren medaille overigens niet in zijn bezit gehad. Aangezien hij zich, zoals hij al in China tegenover de pers had verklaard, niet kon verenigen met het Amerikaanse protest tegen Martina, gaf hij deze de plak terug op het atletiekgala van Zürich op 29 augustus 2008.

### Geschorst na afscheid
Op 19 april 2013 werd bekendgemaakt, dat Crawford voor de duur van twee jaar was geschorst, omdat hij over een periode van achttien maanden driemaal een dopingtest had gemist als gevolg van onduidelijkheden over zijn 'whereabouts'. Volgens zijn coach Bob Kersee moet er echter sprake zijn van een misverstand, omdat Crawford na de Amerikaanse 'Olympic Trials' van vorig jaar zijn spikes reeds aan de wilgen had gehangen en begin dit jaar zijn 'retirement papers' had ingeleverd.
Crawford was aangesloten bij de Mizuno Track Club.

## Titels
- Olympisch kampioen 200 m - 2004
- Wereldindoorkampioen 200 m - 2001
- Amerikaans kampioen 200 m - 2001, 2004, 2009
- Amerikaans indoorkampioen 60 m - 2004
- Amerikaans indoorkampioen 200 m - 2002
- NCAA-kampioen 200 m - 2000
- NCAA-indoorkampioen 200 m - 1998, 2000

## Persoonlijke records
Outdoor
| Onderdeel | Prestatie | Datum            | Plaats |
| --------- | --------- | ---------------- | ------ |
| 100 m     | 9,88      | 19 juni 2004     | Eugene |
| 200 m     | 19,79     | 26 augustus 2004 | Athene |
| 300 m     | 32,47     | 7 juni 2009      | Eugene |

Indoor
| Onderdeel | Prestatie       | Datum            | Plaats       |
| --------- | --------------- | ---------------- | ------------ |
| 60 m      | 6,47 s          | 28 februari 2004 | Boston       |
| 200 m     | 20,26 s (ex-NR) | 10 maart 2000    | Fayetteville |

## Palmares

### 60 m
- 2004:  Amerikaanse indoorkamp. - 6,47 s
- 2004:  WK indoor - 6,52 s

### 100 m
Kampioenschappen
- 2004: 4e OS - 9,89 s
- 2006: 7e Wereldatletiekfinale - 10,13 s
- 2009: 7e FBK Games - 10,23 s

Golden League-podiumplekken
- 2003:  ISTAF – 10,20 s
- 2004:  Memorial Van Damme – 9,99 s
- 2006:  Bislett Games – 10,02 s
- 2007:  Meeting Gaz de France – 10,13 s

### 200 m
Kampioenschappen
- 2001:  Amerikaanse kamp. - 20,54 s
- 2001:  Goodwill Games - 20,17 s
- 2001:  Grand Prix Finale - 20,37 s
- 2001:  WK - 20,20 s
- 2001:  WK indoor - 20,63 s
- 2002:  Amerikaanse indoorkamp. - 20,49 s
- 2003:  Wereldatletiekfinale - 20,37 s
- 2004:  Amerikaanse kamp. - 19,99 s
- 2004:  OS - 19,79 s
- 2008:  OS - 19,96 s
- 2009:  Amerikaanse kamp. - 19,73 s
- 2009: 4e WK - 19,89 s

Golden League-podiumplekken
- 2003:  Golden Gala – 20,02 s
- 2003:  Memorial Van Damme – 20,18 s

### 4 x 100 m
- 2004:  OS - 38,08 s

1900: John Tewksbury ·
1904: Archie Hahn ·
1908: Bobby Kerr ·
1912: Ralph Craig ·
1920: Allen Woodring ·
1924: Jackson Scholz ·
1928: Percy Williams ·
1932: Eddie Tolan ·
1936: Jesse Owens ·
1948: Mel Patton ·
1952: Andy Stanfield ·
1956: Bobby Morrow ·
1960: Livio Berruti ·
1964: Henry Carr ·
1968: Tommie Smith ·
1972: Valeri Borzov ·
1976: Don Quarrie ·
1980: Pietro Mennea ·
1984: Carl Lewis ·
1988: Joe DeLoach ·
1992: Mike Marsh ·
1996: Michael Johnson ·
2000: Konstantinos Kenteris ·
2004: Shawn Crawford ·
2008: Usain Bolt ·
2012: Usain Bolt ·
2016: Usain Bolt ·
2020: Andre De Grasse ·
2024: Letsile Tebogo